# Bálint Rezső (festő)

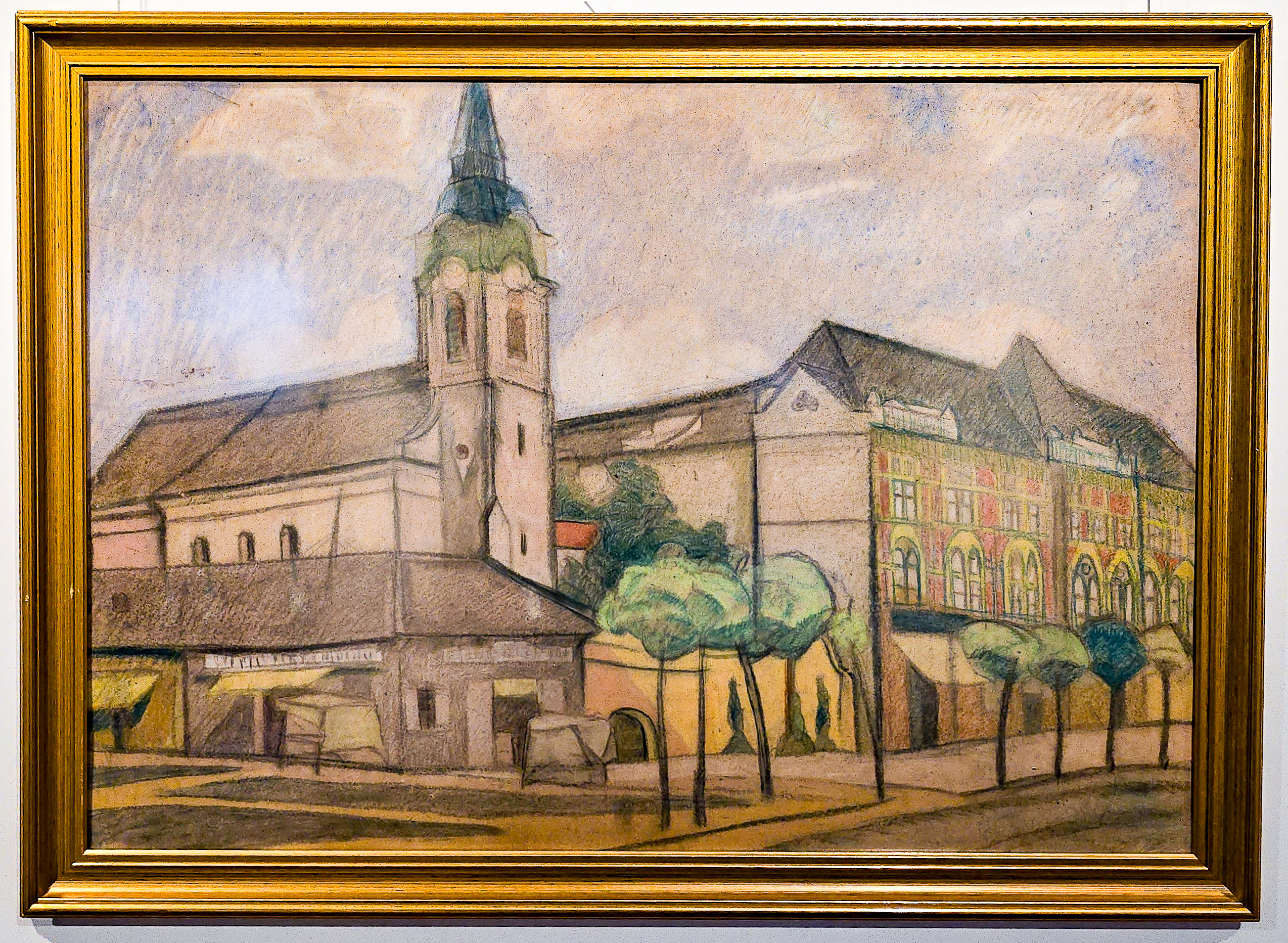
Kecskeméti tér (Kecskeméti Katona József Múzeum)

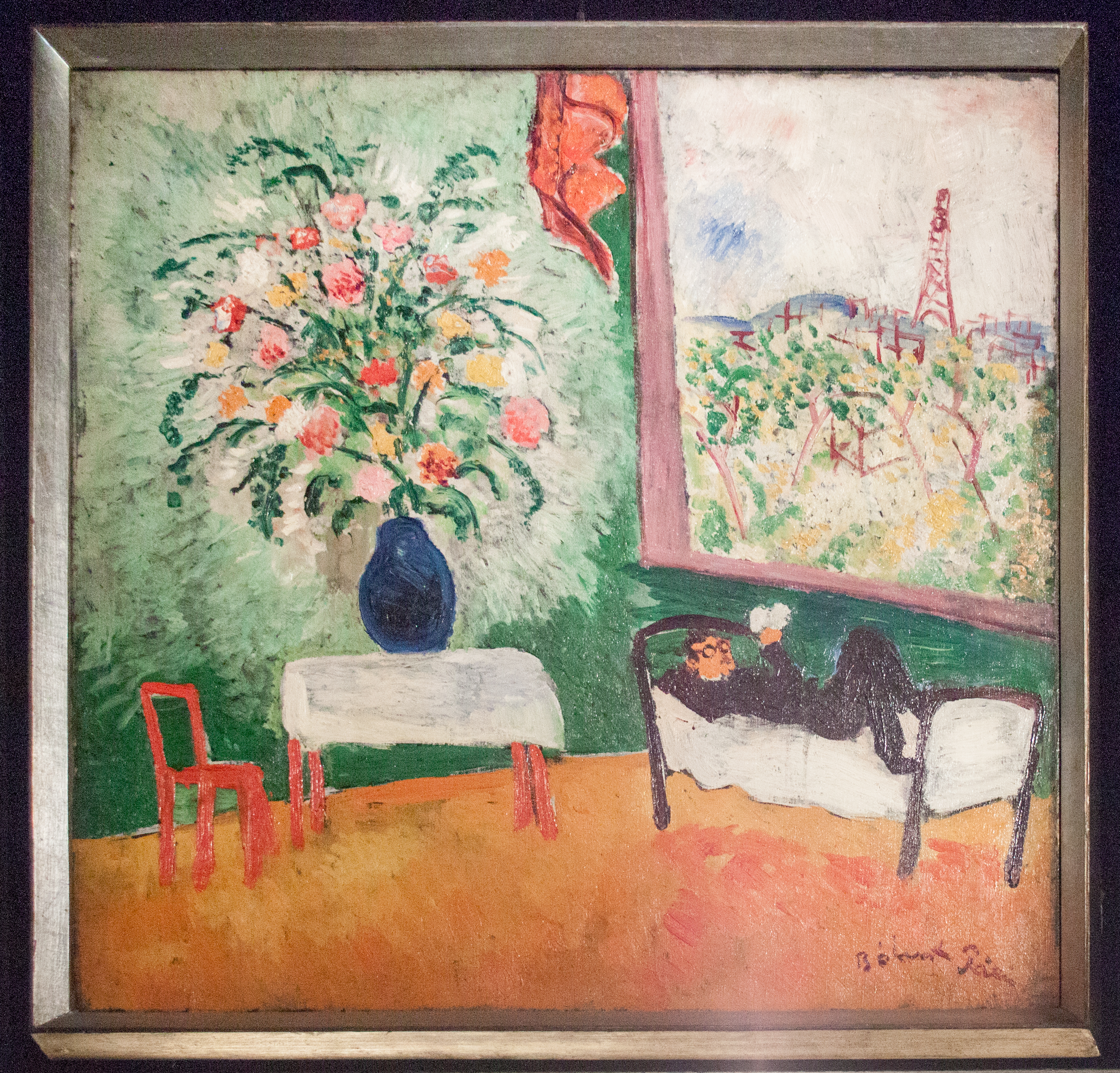
Párizsi enteriőr

Bálint Rezső, 1909-ig Berger (Budapest, 1885. október 14. – Budapest, 1945. november 7.) magyar festőművész, grafikus. Bálint Jenő (1889–1945) író testvére volt.

## Életpályája
Berger Ármin és Weisz Lina gyermekeként született. Eleinte nyomdásznak tanult (1898-1902) a Franklin Társulat nyomdájában. 1902-től Vesztróczy Manó, 1907–1908 között Szablya-Frischauf Ferenc tanította a festészetre. 1906 és 1908 között Nagybányán Iványi-Grünwald Béla és Ferenczy Károly oktatta. Ezt követően Párizsban tanult. 1909-től kiállító művész volt. 1910–1911 között Párizsban Amedeo Modiglianival közösen volt kiállító. 1911–1912 között a Kecskeméten dolgozott a művésztelep tagjaként. 1920-tól Izbégen élt. 1939 és 1943 között részt vett az OMIKE Művészakció négy kiállításán

## Magánélete
Felesége Windt Júlia "Juliska" volt, akivel 1912. október 1-jén Kecskeméten kötött házasságot. Az 1920-as évek végén felesége elhagyta és Párizsba költözött.

## Kiállításai
- Nemzeti Szalon – KÉVE-kiállítások (Budapest, 1909, 1911, 1913)
- Rue du Colonel Conbes (Párizs, 1911)
- Budapesti Műhely (Budapest, 1914)
- Könyves Kálmán Szalon (Budapest, 1916)
- Alkotás Művészház (Budapest, 1923)
- Miskolci Gazdakör (1926)
- Kereskedelmi Kaszinó (Kecskemét, 1927)
- Nemzeti Szalon (Budapest, 1928)
- Galeria Miromeznil (Párizs, 1931)
- Ernst Múzeum (Budapest, 1934)